# 鬼太郎之妻
《鬼太郎之妻》（日语：ゲゲゲの女房、/）為繪製漫畫作品《鬼太郎》而聞名的日本漫畫家水木茂之夫人武良布枝的自傳著作。日本放送協會（NHK）在2010年將本書改編成為電視劇，作為「晨間小說連續劇」系列之一，總共156集。同年11月20日在日本上映電影版。
電視劇作品在引進台灣時，代理商使用片名《鬼太郎的老婆》，但緯來日本台實際播放時改用與原著中譯版相同的《鬼太郎之妻》。緯來日本台於2011年5月3日至2011年7月13日播出之後，2013年3月25日起以一次播兩集的方式重播。

## 概述
從本作的主角飯田（村井）布美枝少女時期開始，歷經許多事物，並與其夫村井茂一同結婚生子、共同度過貧窮生活，從繪製出租漫畫本開始，直到在漫畫雜誌連載、改編成電視劇及動畫播出，成為知名漫畫家而擺脫貧窮生活，以及其他所有的點點滴滴，故事溫馨輕鬆，不乏有趣的情節。

## 電視劇
《鬼太郎之妻》電視劇當中橋段部份為虛構情節，真實人物另行化名，並添加許多虛構人物在其中，與原著作有些許差異。

### 登場角色及演員

#### 東京都調布市 村井（水木）家
- 飯田（村井）布美枝：松下奈緒（成年）、菊池和澄（日语：菊池和澄）（7歲）、佐藤未來（日语：佐藤未来）（10歲）

是島根縣安來市飯田家的三女。該角色是本劇原著作者武良布枝（本姓飯塚，1932年1月6日出生，1961年1月30日與武良茂結婚）本人的寫照。家中經營酒屋，在與村井茂相親後五日即結婚並搬離安來的家。在茂的心目中，是用「一反木棉」這個妖怪來形容布美枝的形象。
- 村井茂（水木茂）：向井理（成年）、田中碧海（幼童）、川口翔平（少年）

鳥取縣境港市村井家的次男。在現實生活中，是本劇原作者的丈夫武良茂（筆名：水木茂，1922年3月8日出生，1943年春出征，1946年春復員。1961年1月30日與飯塚布枝結婚，2015年11月30日逝世）。
從小喜歡繪圖，年輕時曾幫人繪製「連環畫劇」，後來陸續製作出租漫畫本，不過作品並未獲得廣大讀者認可，到許多出版社自薦時吃閉門羹而無法出版，加上遇到了出租漫畫本市場開始逐漸蕭條，即使出版也有拿不到稿費情況，就這樣過著一段極度貧困的日子。轉為與大型出版社「雄玄社」合作（現實中的講談社），在週刊漫畫上連載作品之後，生活便開始好轉，由於稿約日益增加，著手成立了「水木工作室」並聘雇助手。
不時感應著有妖怪出沒，也研究著妖怪相關故事。在繪稿時用盡心力，被布美枝形容茂的漫畫是用全身的力量和心血所畫出來的。
- 村井藍子：中田夢梨（新生兒）、星流（10個月）、吉田明花音（1歳半）、篠川桃音（3歳～）、清水詩音（5歳〜）、菊池和澄（日语：菊池和澄）（9歳）、青谷優衣（19歳～）

村井茂、布美枝夫婦的孩子（長女）。在現實生活中，目前是水木製作公司的社長原口尚子（本姓武良，1962年12月24日出生）。
個性穩重也較為懂事，在幼時常發生意外讓母親布美枝相當擔心。直到大學畢業後考上了教師執照也順利當上小學老師，不過父親卻是持反對立場，認為「一開始當教師會分發到很遠的學校去教書，捨不得女兒離家太遠」。
- 村井喜子：渡邊伶（新生兒）、松本春姬（5歳）、荒井萌（15歳～）

村井茂、布美枝夫婦的孩子（次女）。在現實生活中，目前是水木製作公司的社員武良悅子（筆名：水木悅子，1966年12月24日出生）。
個性與姊姊藍子有些不同，行為舉止偏向父親，並常與父親在作品上有許多的交流。

#### 島根縣安來市大塚町 飯田家
- 飯田登志：野際陽子（同時擔任本劇旁白）

布美枝的祖母。丈夫早逝，只好獨自學習買賣，此後成為飯田家的過來人。被大家稱呼為「奶奶」。退休後，幫忙兒子和媳婦照顧布美枝等孫子；昭和28年（西元1953年）逝世。
- 飯田源兵衛：大杉漣

布美枝的父親；昭和61年（西元1986年）逝世。角色本尊為飯塚源兵衛。
- 飯田都子：古手川祐子

布美枝的母親。角色本尊為飯塚艷子，本姓家島。
- 飯田（塚本）曉子：飯沼千惠子、小林嵯梨（年輕期）

布美枝的大姊。角色本尊為田所初枝。
- 飯田（橫山）幸枝（緯來譯為「幸江」）：星野真里、足立梨花（年輕期）

布美枝的二姊。
- 飯田哲也：大下源一郎、渡邊等士→糟谷健二（幼童期）

布美枝的哥哥。
- 飯田邦子：桂亞沙美

哲也的妻子。角色本尊為飯塚只子。
- 飯田俊文：馬淵譽→佐藤詩音→神谷涼太

哲也、邦子夫婦的兒子。布美枝的姪子。
- 飯田繪里子：三宅朱皓→飯田由佳→平林靖子

哲也、邦子夫婦的女兒。布美枝的姪女。
- 飯田（及川）貴司：星野源、鈴木福→小林海人（幼童期）

布美枝的弟弟。與裁縫機經銷商的獨生女及川滿智子結婚，入贅及川家。角色本尊為飯塚正夫。
- 飯田（森川）泉：朝倉繪梨香、朝田帆香（幼童期）

布美枝最小的妹妹。
- 宇野輝子：有森也實

與布美枝母親都子是姐妹關係。

#### 島根縣境港市 村井家
- 村井修平：風間杜夫

阿茂的父親。外號「胃突」。角色本尊為武良亮一，實際的外號為「鐵胃」（1896年－1984年）。
- 村井絹代：竹下景子

阿茂的母親。外號「小怒」。角色本尊為武良琴江，實際的外號為「母老虎」（1900年－1994年）。
- 村井雄一：大倉孝二

阿茂的哥哥。
- 村井佐知子：愛華美瑞（森田裕子）

雄一的妻子。
- 村井光男：永岡佑

阿茂的弟弟。

#### 島根縣安來市大塚町的友人
- 野村千代子：平岩紙、小西風優→鍋本嵐嵐美（幼童期）

布美枝的兒時玩伴。之後嫁給上班族。

#### 東京友人
- 田中美智子：松坂慶子

開設出租漫畫店小道書房（美智子倒著唸音似：小道），布美枝到東京後的第一個朋友。1964年受反劣質圖書運動的影響關店，只能回到千葉老家重新開業。出租漫畫轉型為漫畫雜誌後，田中家的小道書房也轉型為書店，最後在1985年歇業。
- 田中政志：光石研

田中美智子的丈夫，二戰中被徵召到滿洲服兵役，1945年被俘後關在西伯利亞戰俘營，三年後才回到日本。
- 田中清：佐佐木澄江

政志的母親，外表看起來是個很嚴厲的老奶奶，其實心腸很好，與美智子一起經營出租書店。
- 深澤洋一：村上弘明

三海社社長，倒閉後創立嵐星社，並創辦ZETA雜誌，以培養新人漫畫家為職志。角色本尊為創辦GARO雜誌的青林堂創社社長長井勝一（1921年4月14日－1996年1月5日）。
- 浦木克夫：杉浦太陽

村井茂的兒時玩伴兼死黨，但卻時常招來厄運。
- 河合春子：南明奈

少女漫畫家。放棄漫畫家的夢想後回到鄉下，於第23週時再度登場（1981年），此時已是山梨縣的國小老師。角色本尊為釣田邦子（1947年10月25日－1985年6月14日）。
- 小林太一：鈴木裕樹

經常來租書店租茂的漫畫的工廠作業員，是茂的書迷。
- 戌井慎二：梶原善

漫畫家，被茂的漫畫感動，與茂成為摯友和忠實讀者，創建北西出版社。角色本尊為於1960年代創立東考社的前漫畫家櫻井昌一（1933年3月11日－2003年4月4日，本名：辰巳義興）。
- 富田盛夫：氏木毅

富田書房社長。角色影射兎月書房社長清水袈裟人。
- 龜田達吉：德井優

一六銀行老闆，也就是當舖老闆，日語「七」的讀音與「當舖」相似。
- 船山信義：風間徹
- 豐川悟：眞島秀和

雄玄社的漫畫主編。
- 松井靖代：東照美 （第6週～）

小道書房的常客，澡堂的老闆娘。
- 山田和枝：尾上紫 （第6週～）

小道書房的常客，雜貨店「山田屋」老闆娘，曾勸布美枝去學開車。
- 三浦德子：棟裡佳 （第6週～）

小道書房的常客，理髮廳的老闆娘。

#### 水木製作公司助手
- 倉田圭一：窪田正孝（第17週～）

原本在大阪畫廣告看板，投稿ZETA雜誌時，受到茂的注意，後經深澤的介紹成為茂的助理，並在得到漫畫賞大賞正式出道，正式成為漫畫家，之後離開水木製作公司。此角色是影射漫畫家池上遼一（1944年5月29日生）。
- 小峰章：齋藤工（第17週～）

原本為出租漫畫作者，茂在深大寺參道發掘成為其助理，在倉田離開後也辭職去旅行。此角色是影射漫畫家柘植義春（1937年10月31日生）。
- 菅井伸：柄本佑（第17週～）

此角色是影射北川和義，和劇中描寫的一樣，一直在水木製作公司擔任助手，並沒有出道。長年的磨練造就了他傑出的畫點功力。
- 相澤幹夫：中林大樹（第20週～）

在倉田及小峰離開後加入水木製作的助手。此角色影射為村澤昌夫。

#### 各週登場人物及客串演員
第1週
- 橫山信夫（青年期）：石田法嗣
- 留藏：春海四方
- 克江：梅澤昌代
- 田村醫生：肥後貞夫
- 護士：大村彩子

第2週
- 櫻井真智子：磯野貴理

裁縫學校的教師。
- 節子：松本真理香
- 松代：秋田真琴

兩人與布美枝和千代子為女校時代的同學。
- 谷岡：小林隆

與布美枝和千代子為女校時代的同學。第3週登場、幫布美枝與阿茂牽線的媒人。
第4週
- 橫山信夫：中村哲人

幸枝的丈夫。出席布美枝和茂的結婚典禮。
- 鬼婆婆：森康子

第7週也有登場。鬼婆婆是阿茂小時候在他家幫傭的的老婆婆。阿茂小時從她那兒聽聞許多恐怖故事，因此受她影響很深。
- 美髮師：久野真季子
- 美髮師助理：浦千秋

負責布美枝結婚典禮當天的頭髮造型。
- 列車旅客：九太朗
- 小孩：岩本隆雅
- 司機：岸博之

受布美枝的大姊曉子委託來幫他們的汽車司機。
- 電費收費員：劍持直明（第10～11週、第21週）
- 瓦斯費收費員：岩田丸
- 水費收費員：白石正（第11週）

第5週
- 中森恆夫：中村靖日 （第10週、第18～19週）
- 原田：中本賢
- 鈴木：山崎千惠子 （第7週）
- 老闆：廣戶聰（同時擔任出雲方言指導）（第5～6週）

第6週
- 土井真弓：菊里光 （第8週）

離開家鄉來到東京的糖果工廠女工。宿舍就在租書店附近，經常到租書店找老闆娘聊天。暗戀著常來租書店租漫畫的太一。
- 政子：吉谷彩子
- 順子：潘惠美

兩人為真弓的同事及宿舍的室友。
- 内山：山崎銀之丞

懷疑書迷俱樂部「少年戰記之會」有非法政黨結社行為的警察。看了茂的寫實戰爭漫畫後才知道並非事實，因為他與茂一樣在二次大戰時上過戰場。
- 高村：尾關伸嗣

内山的部下。
第7週
- 杉浦音松：上條恆彥

連環畫劇說書人。此角色影射鈴木勝丸（1904年2月25日－1986年8月7日）。
第8週
- 蝦尾走兒：海老原優（漫畫家，擔任本劇漫畫指導）

知名漫畫家。此角色影射漫畫家牛尾走兒（1921年12月4日－2004年3月28日，本名鷺巢富雄）。
第9週
- 河合峻三：野添義弘

河合春子的父親。
- 春田：木下鳳華
- 搬家公司人員：野間口徹
- 春田的妻子：望月寬子
- 羅珊妮化妝品營業所所長：吉田羊（第10週）
- 羅珊妮小姐：笹峰愛 （第10週）

第10週
- 醫生：布施繪裡

替布美枝做產前檢查的高橋婦產科醫院婦產科醫師。
- 護士：杏野沙耶

高橋婦產科醫院的護士。
- 塚本：塚本晉也

布美枝的大姊曉子之夫。
- 塚本和弘：富澤風斗
- 塚本浩二：西山知輝

兩人為曉子的兒子。
- 內崎：田中要次
- 窮神：片桐仁（ラーメンズ）

不時會出現在茂家中的妖怪，讓茂及布美枝相當苦惱。本劇唯一以真人形貌出現的妖怪。
- 債權人：樋渡真司、甲斐將馬、原金太郎
- 三澤：水橋研二
- 北川：山本浩司

第11週
- 運送業者：佐藤祐一
- 戌井早苗：馬渕英里何 （第12週～）

戌井的妻子。
- 戌井惠美：上野楓戀

戌井夫婦的女兒。
- 大竹日出子：中島廣子
- 大竹的朋友：夏川加奈子、春日井順三

反劣質圖書運動團體「保護孩子拒絕劣質圖書之會」的成員。
- 大藏省官員：片桐仁（ラーメンズ）
- 出版社職員：住田隆
- 大藏省官員：石黒久也

第12週
- 海軍下士：五十嵐大輔
- 托佩特羅：Kai
- 軍醫：井之上隆志

大戰時替阿茂治傷的軍醫，20餘年後與茂再次相見。此角色影射已故的前軍醫砂原勝己。
- 衛生兵：鬼頭真也
- 只野：片桐仁（ラーメンズ）

漫畫家。
第13週
- 大竹的朋友：志村東吾

反劣質圖書運動團體「保護孩子拒絕劣質圖書之會」的成員。
- 及川滿智子：長澤奈央（第26週）

布美枝的弟弟貴司的女朋友。之後與貴司結婚。
- 住家附近的鄰居：深見亮介、田村三郎、松山尚子

第14週
- 鎌田：阪俊一
- 和田：九十九一
- 警官：芹口康孝
- 青年：岩瀨亮 （第15週）
- 加納郁子：櫻田聖子 （第14～15週）

出版社「嵐星社」的秘書，同時兼任漫畫助手。此角色影射青林堂創社社長長井勝一之妻香田明子。
第15週
- 豐川悟：眞島秀和 （第15週～）

大型出版社雄玄社漫畫雑誌「週刊少年園地」（影射講談社「週刊少年雜誌」）總編輯。此角色影射雜誌編輯内田勝（1935年4月22日－2008年5月30日）。
- 船山信義：風間徹 （第15週～）

城西動畫電視部（現實中的東映動畫電視部）的製作人，與豐川共同合作將水木茂的漫畫改拍成真人連續劇。此角色影射東映動畫電視部製作人渡邊亮德（1930年2月18日生）及平山亨（1929年3月19日生）。
- 梶谷：須賀貴匡
- 北村：加治將樹
- 高畑：中野英樹
- 福田：黑田大輔
- 小村：山本圭祐
- 女店員：川田忍
- 「週刊少年園地」的總編輯：長谷川公彥

第16週
- 電視演員：小林健一

茂在電視上看到的拉麵廣告演員。
- 廣告演員：藤江麗奈（AKB48）

布美枝在電視上看到的大江戸製菓廣告演員。
- 司儀：島村比呂樹
- 齊藤：渡邊敬介

第17週
- 石田：中澤青六

第18週
- 年輕女子：宮前希衣
- 青年：越智貴廣
- 護士：正木佐和
- 主編：後藤公太（第18～19週）

第19週
- 濱野：小木茂光

成田出版（現實中的小學館）的公司代表。欲說服深澤將嵐星社賣給成田出版。
- 調酒師：大槻修司
- 酒吧裡的客人：國枝量平、井殿雅和、島津健太郎

第20週
- 畑野：堀內敬子

藍子的班導師。
- 品川：金子裕
- 中野：城戶裕次
- 編輯：大竹浩一、本間剛
- 砂田智美（小學生時代）：田中栞（第21週、第25週）

藍子的國小同學兼好友。
- 貓的聲音：永井一郎（配音演出）
- 松川冴子：杉本有美（第20～21週）

接替豐川職務的雄玄社新手編輯。
- 警官：蒲生純一

誤以為阿茂是內衣大盜的巡警。
第21週
- 村尾：中村由起子
- 赤木留美子：藤崎花音

藍子的國小同學。
- 三井（前軍官）：辻萬長
- 上司：久松信美、石井雅人、二宮康
- 主辦人：妙壽
- 中隊長：宮內敦士
- 曹長：林和義
- 支隊長：金子岳憲

第23週
- 導演：大濱直樹
- 採訪員：黑木真耶
- 女國中生：相樂樹、金井美樹、岡野真也

喜子的國中同學。
- 小豆洗的聲音：泉谷茂

第24週
- 川西志穗：入山法子

「劇團阿嘉塔」的年輕女演員兼作家。
- 川西一學：鈴木綜馬

志穗的爺爺。曾在布美枝之父修平於境港經營的電影院中擔任無聲電影的解說工作。
- 醫生：神崎智孝
- 村井榮子：植木夏十

阿茂的弟弟光男的妻子。
- 主編：白倉裕二
- 隔壁的主婦：千葉雅子

第25週
- 砂田智美（大學時期）：水崎綾女

藍子的國小同學，大學4年級學生。
第26週
- 阿茂的新助理：馬場·場番、野田將人
- 飯田家親戚的小孩：青木勁都、杉本妃音奈

在源兵衛告別式時得知阿茂是漫畫家，便要求阿茂畫漫畫給他們看。
- 鬼太郎的聲音（由製作單位的女性職員配音）

## 工作人員
- 原著：武良布枝《鬼太郎之妻》（實業之日本社出版）
- 劇本：山本睦美
- 音樂：窪田美奈
- 動畫製作製作：東映動畫
- 副聲道解說：松田祐貴
- 岩手方言指導：若野裕子
- 出雲方言指導：廣戶聰
- 時代考證：天野隆子
- 音響監督：今井裕
- 漫畫指導：海老原優
- 資料提供：山口信二
- 美術：日高一平
- 製作統括：谷口卓敬
- 製作人：落合將
- 導演：渡邊良雄、勝田夏子、一木正惠、尾崎裕和、渡邊哲也、堀之內禮二郎、佃尚能
- 拍攝地點：茨城縣常陸太田市、茨城縣石岡市、千葉縣匝瑳市、神奈川縣厚木市、鳥取縣境港市、島根縣安來市、水木製作公司、東京都調布市、東京國立美術館工藝館、埼玉縣兒玉郡上里町、静岡縣賀茂郡松崎町、静岡縣菊川市、山梨縣甲州市、埼玉縣加須市 等
- 臨時演員提供：向日葵劇團、東俳劇團、舞夢製作、紅葉劇團、天使製作、中央兒童劇團、NHK東京兒童劇團、靜岡縣島田市、茨城縣筑波未來市、東京都調布市、千葉縣佐原市、藝優 等

## 收視率
| 各集                                                    | 播出日期               | 日文標題                 | 中文譯             | 導演                  | 收視率 |
| ------------------------------------------------------- | ---------------------- | ------------------------ | ------------------ | --------------------- | ------ |
| 第1週                                                   | 2010年3月29日－4月3日  | ふるさとは安来           | 我的故鄉在安來     | 渡邊良雄              | 15.8%  |
| 第2週                                                   | 2010年4月5日－4月10日  | ご縁の糸                 | 決定姻緣的紅線     | 渡邊良雄              | 16.5%  |
| 第3週                                                   | 2010年4月12日－4月17日 | たった五日で花嫁に       | 僅僅五天就當新娘   | 渡邊良雄              | 18.2%  |
| 第4週                                                   | 2010年4月19日－4月24日 | さよなら故郷             | 再見了故鄉         | 勝田夏子              | 17.4%  |
| 第5週                                                   | 2010年4月26日－5月1日  | 花と自転車               | 花與腳踏車         | 渡邊良雄              | 17.2%  |
| 第6週                                                   | 2010年5月3日－5月8日   | アシスタント一年生       | 助手一年級生       | 一木正恵              | 17.2%  |
| 第7週                                                   | 2010年5月10日－5月15日 | 消えた紙芝居             | 消失的連環話劇     | 一木正恵              | 18.2%  |
| 第8週                                                   | 2010年5月17日－5月22日 | 父の上京                 | 父親到東京來       | 渡邊良雄              | 18.5%  |
| 第9週                                                   | 2010年5月24日－5月29日 | 私、働きます             | 我想去工作         | 一木正惠              | 18.8%  |
| 第10週                                                  | 2010年5月31日－6月5日  | こんにちは赤ちゃん       | 小寶寶你好         | 尾崎裕和              | 18.8%  |
| 第11週                                                  | 2010年6月7日－6月12日  | 貧乏神をやっつけろ       | 打垮窮神           | 渡邊良雄              | 20.4%  |
| 第12週                                                  | 2010年6月14日－6月19日 | 連合艦隊再建             | 重建聯合艦隊       | 渡邊良雄              | 19.6%  |
| 第13週                                                  | 2010年6月21日－6月26日 | 初めての里帰り           | 第一次返鄉         | 一木正惠              | 20.5%  |
| 第14週                                                  | 2010年6月28日－7月3日  | 旅立ちの青い空           | 出發的晴空         | 渡邊良雄              | 20.3%  |
| 第15週                                                  | 2010年7月5日－7月10日  | チャンス到来!?           | 機會來了!?         | 一木正惠              | 20.3%  |
| 第16週                                                  | 2010年7月12日－7月17日 | 来るべき時が来た         | 該來的總算來了     | 渡邊哲也              | 21.8%  |
| 第17週                                                  | 2010年7月19日－7月24日 | プロダクション旗揚げ     | 成立製作公司       | 渡邊良雄              | 21.7%  |
| 第18週                                                  | 2010年7月26日－7月31日 | 悪魔くん復活             | 惡魔君復活         | 一木正恵              | 20.8%  |
| 第19週                                                  | 2010年8月2日－8月7日   | 鬼太郎ブームがはじまった | 鬼太郎熱潮開始了   | 勝田夏子              | 21.3%  |
| 第20週                                                  | 2010年8月9日－8月14日  | 妖怪いそがし             | 忙碌妖怪           | 渡邊良雄              | 20.7%  |
| 第21週                                                  | 2010年8月16日－8月21日 | 戦争と楽園               | 戰爭與樂園         | 一木正惠              | 21.0%  |
| 第22週                                                  | 2010年8月23日－8月28日 | おかあちゃんの家出       | 老婆離家出走       | 渡邊良雄              | 21.0%  |
| 第23週                                                  | 2010年8月30日－9月4日  | 妖怪はどこへ消えた?      | 妖怪都到哪裡去了？ | 一木正惠 堀之内禮二郎 | 22.2%  |
| 第24週                                                  | 2010年9月6日－9月11日  | 人生は活動写真のように   | 人生就像電影一樣   | 渡邊良雄              | 22.0%  |
| 第25週                                                  | 2010年9月13日－9月18日 |                          | 獨立宣言           | 勝田夏子 佃尚能       | 21.9%  |
| 第26週                                                  | 2010年9月20日－9月25日 | ありがとう               | 感謝               | 渡邊良雄              | 23.6%  |
| 平均收視率18.6%（收視率由Video Research於關東地區統計） |                        |                          |                    |                       |        |

## 電影
電影於2010年11月20日正式上映，由吹石一惠與宮藤官九郎主演。

## 舞台劇
舞台劇於2011年9月在東京及鳥取縣境港市公演，由水野美紀與渡邊徹主演。

## 書籍
- 出版年：2011，書名：《鬼太郎之妻：最平凡卻又最溫暖的故事》，作者：武良布枝，譯者：陳佩君，出版社：新雨， ISBN　9789862270882